# Storia delle ferrovie in Tunisia

Sviluppo della rete ferroviaria in Tunisia tra 1872 e 1940

La storia delle ferrovie in Tunisia ebbe inizio il 2 agosto 1872, quando una ferrovia lunga 16 km, che collegava Tunisi a La Goletta, fu inaugurata dal bey di Tunisi Sadok Bey.

## Storia

### Prodromi
La prima proposta documentabile di un progetto di costruzione ferroviaria in Tunisia risale al 1854; un industriale britannico, certo Runnie, propose al primo ministro del Bey, Mustapha Khaznadar, di installare una ferrovia tra Tunisi, La Goletta e La Marsa ma le sue richieste vennero respinte per carenza di fondi. La Tunisia al tempo era una provincia autonoma dell'Impero ottomano. Tra 1859 e 1864 si susseguirono tutta una serie di proposte, che riguardavano un progetto di ferrovia tra Tunisi e La Goletta, da parte di imprenditori o società, rispettivamente di Paesi Bassi (1859), Francia (1861, 1862, 1864, 1865, 1869), Stati Uniti d'America (1863), Regno Unito (1864 e 1865) e Italia (1863 e 1864); tutte vennero respinte per la "solita" impossibilità del "beylicato" a reperire fondi sufficienti. 
Tra 1862 e 1864 una società italo-francese ed una inglese perorate rispettivamente dal console francese Léon Roches e da quello inglese sir Richard Wood sembrarono sul punto di ottenere l'assenso del bey dato che rinunciavano a qualunque contributo di interesse ma l'insurrezione tunisina contro il governo del 1864 mandò tutto a monte.
Nel 1869 la Tunisia dichiarò bancarotta per cui il controllo finanziario dello Stato venne assunto da una commissione internazionale mista anglo-franco-italiana.

### Tra concessioni e revoche

Treno a vapore sulla linea costruita dall'italiano Mancardi per l'antica Cartagine e La Marsa

Il 7 febbraio 1870 un ingegnere spagnolo, Theodoro De Montez presentò una richiesta di concessione per una ferrovia da Tunisi al Bardo e a La Goletta, Cartagine e La Marsa; una società con un capitale di 800.000 franchi avrebbe gestito il trasporto per 99 anni. L'accordo avvenne ma a condizioni diverse da quelle richieste: la società doveva essere tunisina, non sarebbe stato pagato alcun interesse e, se non avesse costruito entro due anni, avrebbe perduto ogni diritto acquisito. Il 15 marzo 1870 iniziarono gli espropri dei terreni e alcuni lavori preparatori tra le proteste dei consoli francese, inglese e italiano e gli ostacoli frapposti agli espropri. Frattando era scoppiata la guerra franco-prussiana che aveva bloccato le forniture dell'impresa francese Larmoriat per la ferrovia e penalizzato il reperimento di capitali sulla piazza di Tunisi; una richiesta di proroga da parte del console spagnolo venne rifiutata dal primo ministro del Bey il 14 maggio 1871 dichiarando decaduta la concessione.

### La prima concessione realizzata
Il fallimento De Montez ridiede vigore ai progetti del console inglese Wood, che mirava ad aprire la via agli investimenti britannici nel paese; il 7 agosto 1871 una società formata dall'inglese Edward Pickering e dall'italiano Mancardi richiese la concessione per le ferrovie Tunisi-La Goletta e Tunisi-Il Bardo con previsione anche di una ferrovia per Susa. Rimessi 80.000 franchi allo spagnolo ottenevano la concessione il 23 agosto, con clausole differenti rispetto alla prima; la società sarebbe stata inglese e avrebbe costruito entro un anno pena la revoca e la confisca. Il contratto, penalizzante per le finanze tunisine secondo i funzionari, venne tuttavia accolto dal governatorato e ad esso si aggiunsero, il 2 novembre, concessioni ulteriori, da Tunisi a Béja, a Biserta, a Susa e al Kef. Mancardi intanto aveva già iniziato il concentramento a La Goletta dei materiali di costruzione. Il 4 settembre 1871 iniziarono i lavori utilizzando come piattaforma la strada rotabile poggiando su essa le traverse e le rotaie di ferro da 29 km/m; la linea fu pronta il 2 settembre del 1872 ma nel frattempo Pickering, il 26 luglio dello stesso anno, era stato già dichiarato fallito dalla corte inglese. Mancardi rimase come direttore fino al mese di ottobre assistendo all'inaugurazione fatta dal Bey di Tunisi Mohammed es Sadok della ferrovia di 16 km, Tunisi e La Goletta (in seguito denominata TGM) il 2 di agosto del 1872.

### Intreccio di manovre
Dopo l'estromissione di Pickering e l'inaugurazione del primo tratto anche Mancardi venne allontanato dai lavori e non venne neanche fatto assistere all'inaugurazione della linea del Bardo (di 5 km) il 30 novembre 1972. Pickering invece, tornato a Londra, operava la vendita della ferrovia ad un certo John Philip Wilkinson per 40.000 sterline reinvestendole poi nella Tunisian Railways Company, società costituita da questi a Londra nel giugno 1872. La cessione venne approvata dal Bey il 9 settembre 1872; in novembre Mancardi venne sostituito da Wilkinson come direttore delle ferrovie, mentre la società fu diretta, a Londra, da Sir George Balfour, membro della Camera dei Comuni.
La nuova società intraprese gli espropri per i lavori di proseguimento verso La Marsa; Mancardi, il 22 febbraio 1873, reclamava invano il rimborso delle 40.000 sterline dei suoi due ultimi depositi mentre il console francese si opponeva all'inizio degli stessi perché un creditore reclamava da Pickering la somma di 180.000 piastre. In agosto 1873 ripresero i lavori e il 30 novembre 1874 erano aperte all'esercizio l'intera tratta La Goletta-La Marsa (di 5 km) e la tratta L'Aouina-La Marsa (di 7 km).
La società aveva ottenuta anche la concessione per la Tunisi-Jendouba (Souk El Arba); questa venne però ceduta alla Société de construction des Batignolles nel 1877 che la ricedette alla sua controllata, la Compagnie des chemins de fer Bône-Guelma.
Le linee costruite, tutte a scartamento normale, erano di cattiva qualità, dotate di rotabili scadenti e senza alcuna protezione lungo il percorso; le rotaie, di ferro, erano soggette a deformazioni con la temperatura e provocarono diversi incidenti sulla linea del Bardo.
L'esercizio inoltre si rivelò scarsamente redditizio: solo un treno giornaliero percorreva l'intero tragitto mentre erano quattro quelli tra Tunisi e La Goletta. Scelte commerciali sbagliate resero sempre più consistente il passivo: nel 1878 era di 763 sterline. A causa del passivo di bilancio la società sospese per sei mesi l'esercizio sulla linea del Bardo dal 30 agosto 1876. I fatti deludevano le aspettative del console Wood che nella costruzione delle ferrovie aveva visto la possibilità di penetrazione del capitale inglese in Tunisia. La concessione della linea del Bardo alla fine fu ceduta alla Compagnie des chemins de fer Bône-Guelma.

### L'affare "Rubattino" e la ferrovia Tunisi-La Marsa
Il tracollo della società inglese innescò una serie di schermaglie diplomatiche che coinvolgevano i consoli e i governi, francese e italiano, che alla fine sfociarono in un vero e proprio incidente internazionale al riguardo del possesso della ferrovia tra la capitale e il porto, più vicino all'Italia e ai suoi interessi, della Goletta.
Il console italiano, Licurgo Macciò, teneva vive le mire italiane sulla rete ferroviaria; la conflittualità con la Francia divenne alta nel 1878, ma il fatto favoriva la società inglese che per disfarsi della sua rete, deficitaria e in cattivo stato, spuntò prezzi più remunerativi.
La Tunisi-La Goletta rappresentava l'accesso alla capitale dal porto, altrimenti raggiunta solo da piccole imbarcazioni sui bassi fondali della laguna; la ferrovia serviva ai francesi in quanto avrebbe collegato la rete algerina in costruzione al porto e alla capitale, ma non volevano pagare molto una ferrovia in pessime condizioni e da ricostruire: da parte italiana, acquisendo la linea, si sarebbe condizionato l'accesso della ferrovia francese al porto e alla capitale.
La genovese Società di navigazione Rubattino, che gestiva dal 1851 la linea marittima Genova-Cagliari-Tunisi, nel febbraio 1880, con il segreto appoggio del governo italiano contattò a Londra i rappresentanti della "Tunisian Railways" trattando l'acquisto della rete ferroviaria per 90 000 sterline. La concorrente francese "Bone-Guelma", venutane a conoscenza, offerse 105 000 sterline (2.625.000 franchi) firmando il contratto di acquisto. Il ricorso di Rubattino all'alta Corte di giustizia inglese fu respinto ma occorreva il consenso del Bey. L'intervento del Presidente del Consiglio italiano, Benedetto Cairoli, che in segreto offrì una cauzione di 7 milioni di lire e una garanzia d'interesse del 6% sulle somme investite dalla "Rubattino" sbloccò a favore di Rubattino la situazione. Il prezzo finale pagato fu di 165 000 sterline. Il 1º agosto 1880 iniziò il rinnovamento dell'armamento, la sostituzione delle obsolete rotaie di ferro con quelle di acciaio. Il traffico, prima quasi inesistente, riprese e si sviluppò in numero di viaggiatori e di merci trasportate. Rubattino chiese invano la concessione di una banchina riservata nel porto della Goletta, richiesta reiterata fino al marzo 1881 ma non accolta dal governatorato tunisino anche dietro pressioni del console francese. Furono accolte invece le richieste francesi per ferrovie su Susa e Biserta e quella di un porto. 
L'espansione della rete ferroviaria della società francese e più ancora la minacciosa politica culminata con l'invasione militare dell'aprile 1881 cui seguì il Trattato del Bardo relegarono la linea della Rubattino a mera ferrovia di interesse suburbano; anche il tentativo di sviluppare la rete telegrafica lungo il tracciato della concessione Mancardi fu vanificato.
La Rubattino aprì un'altra linea nel novembre 1884 tra El Aouina e La Marsa, di 6 km.
L'importanza della ferrovia cessò con l'instaurazione del protettorato francese sulla Tunisia. Anche il porto perdette progressivamente la sua frequentazione togliendo alla ferrovia anche il traffico merci. 
Il 29 luglio 1898 la Rubattino vendette la totalità delle sue azioni ferroviarie alla Compagnie des chemins de fer Bône-Guelma.

### Nascita della rete del nord
La Société de construction des Batignolles e la sua sussidiaria Compagnie des chemins de fer Bône-Guelma, ambedue francesi, acquisite le concessioni dalla "Tunisian", iniziarono i lavori dal 30 aprile 1877. La prima tratta ferroviaria tra Tunisi e Tebourba venne completata il 24 giugno 1878. Medjez El Bab fu raggiunta il 30 settembre, Oued Zarga il 30 dicembre. Il 1º settembre dell'anno successivo (1879) fu raggiunta Béja e poi Jendouba nella cui area c'erano miniere di piombo; il 30 marzo 1880 la ferrovia raggiunse Ghardimaou; la lunghezza totale era di 192 km. 
Nel 1881 un contingente militare francese entrò in Tunisia. Per occupare Kairouan, centro di resistenza altamente simbolico, tra il 18 ottobre 1881 e il 1º febbraio 1882 l'esercito costruì una ferrovia militare a scartamento ridotto 600 mm da Susa per garantirsi i rifornimenti. Il 3 febbraio trasportò il primo ferito lungo il percorso di 60 km fino a Susa. La ferrovia, costruita in fretta, era però inaffidabile e, invece di locomotive, usava cavalli o muli per la trazione. In seguito la ferrovia fu migliorata ed attrezzata di locomotive.
Alla Tunisia venne così imposto il protettorato francese con il cosiddetto Trattato del Bardo. Qualche anno dopo, il 29 settembre del 1884, venne realizzato il collegamento con la rete ferroviaria dell'Algeria. 
Nel 1894 la linea fu collegata a Biserta. Nel 1912 venne collegata alla linea anche Béja Mateur e, nel 1922, Tabarka. La società ferroviaria francese esercitò i suoi diritti di gestione fino al 1922 dopodiché vennero venduti allo Stato tunisino; lo Stato affidò quindi la gestione della rete nord alla Compagnie Fermière des Chemins de Fer Tunisiens (CFT) dietro pagamento di un canone.

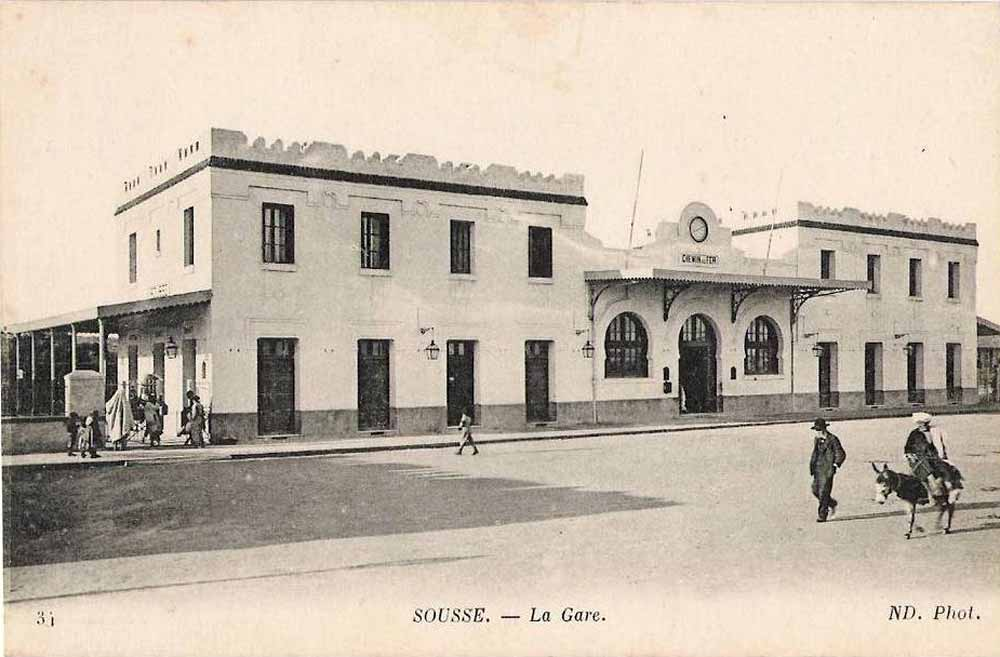
Stazione di Susa

### La rete meridionale
La costruzione della rete ferroviaria meridionale è connessa con la scoperta dei giacimenti di fosfati nella regione di Seldja, a sud-ovest del paese, avvenuta nel 1885. Nel 1897 venne rilasciata una concessione alla Compagnie des phosphates et des chemins de fer de Gafsa (CPCFSG) per l'estrazione del minerale e per costruire una ferrovia fino al porto di Sfax. La ferrovia fu realizzata a scartamento metrico da Métlaoui, via Gafsa fino a raggiungere il porto di imbarco e fu completata nel 1899. La linea venne realizzata al solo scopo di trasportare il minerale estratto ma eseguiva anche servizio viaggiatori con treni misti.
Nel 1913 venne aggiunta una tratta fino a Tozeur e nel 1916 fino a Gabès. La linea fu ceduta allo Stato al termine del periodo di concessione.
La stessa società ottenne la concessione anche per un'altra ferrovia tra Tunisi e Susa che fu realizzata tra il 1895 e il 1899 con diramazioni per Pont du Fahs, Capo Bon, Nabeul, Kairouan e Moknine. La rete fu estesa, nel 1906, con una connessione a Fahs Ksar Ghilane ove era stato scoperto un grosso giacimento di fosfati e di minerale di ferro. Il collegamento di Cap Bon fu esteso nel 1940 ai giacimenti di lignite di El Oudiane. Anche questa linea ferroviaria nel 1930 venne connessa all'Algeria, a Ksar Rhilane, mentre la tratta di interesse strategico Haïdra- Kasserine venne chiusa a partire dal 1940.

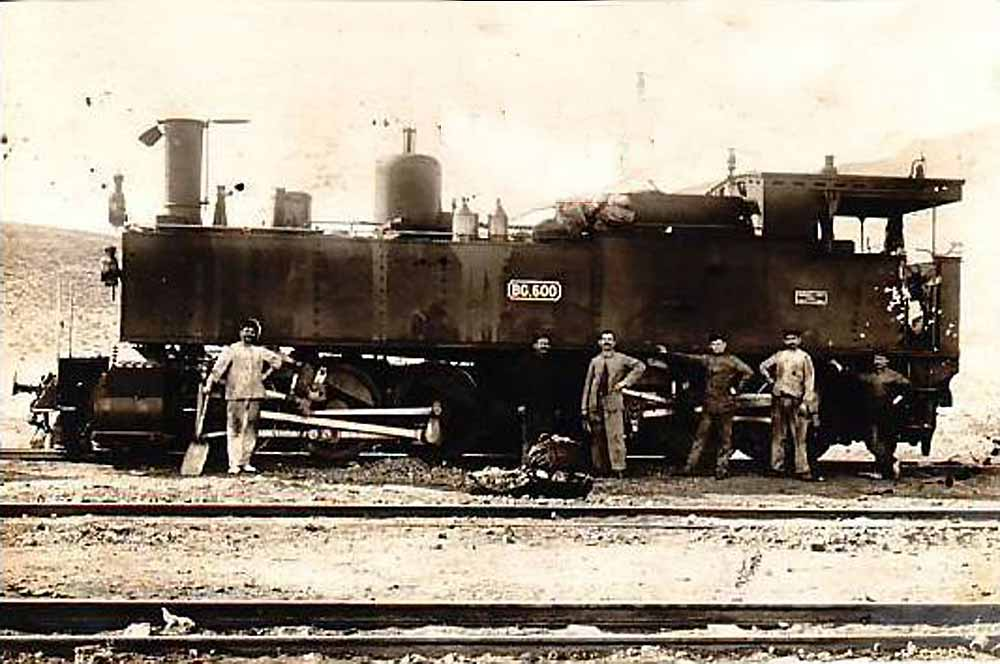
Locomotiva Mallet della vecchia compagnia ferroviaria Bône-Guelma

Per collegarsi con la rete nord in alcuni punti di interscambio vennero costruite:
- la tratta Susa-Sfax, di 129 km;
- la tratta Tunisi-Gâafour-Kalâa Khasba a scopo minerario;
- la tratta Kalâa Sghira-Kasserine.

### Il secondo dopoguerra
Nel 1952 la rete era costituita da 2044 km di linee; 456 km a scartamento normale e 1110 km a scartamento metrico gestiti dalla Compagnie Fermière des Chemins de Fer Tunisiens il cui finanziamento era fornito dallo Stato, con l'eccezione della linea Tunisi-Ghardimaou che nel 1922 era stata acquistata dalla Compagnie des chemins de fer Bône-Guelma. Al totale vanno aggiunti 440 km di linea a scartamento metrico gestiti dalla Compagnie des phosphates et des chemins de fer de Sfax-Gafsa (CPCFSG) e 33 km a scartamento normale gestiti dalla Compagnie des tramways de Tunis TGM.

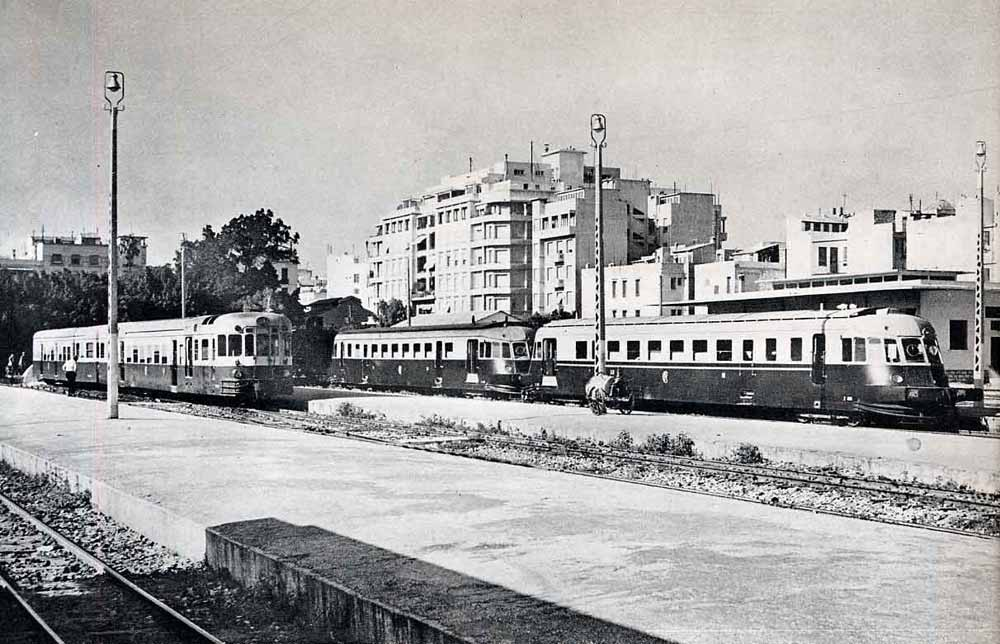
Stazione di Tunisi a doppio scartamento con automotrici in sosta

Nel 2017 la rete ferroviaria tunisina consisteva di 23 linee per un totale di 2167 km dei quali:
- 471 km a scartamento normale 1437 mm;
- 1688 km a scartamento metrico dei quali 65 km elettrificati;
- 8 km a doppio scartamento.

### Nasce la SNCFT (Société Nationale des Chemins de Fer Tunisiens)
Dopo l'indipendenza, nel 1956, il sistema ferroviario del nord della Tunisia fu riorganizzato sotto la nuova società Société Nationale des Chemins de Fer Tunisiens (SNCFT), creata il 27 dicembre 1956. Faceva eccezione la linea TGM. 
La rete sud (linee Sfax-Tozeur, Sfax-Gabès ed Etoile miniere), in concessione in virtù di un contratto con lo Stato tunisino del 22 maggio 1897, venne incorporata dopo la scadenza della concessione avvenuta il 31 dicembre 1966. Dal 1º gennaio 1967 la rete entrò a far parte di quella statale.

### Lo sviluppo

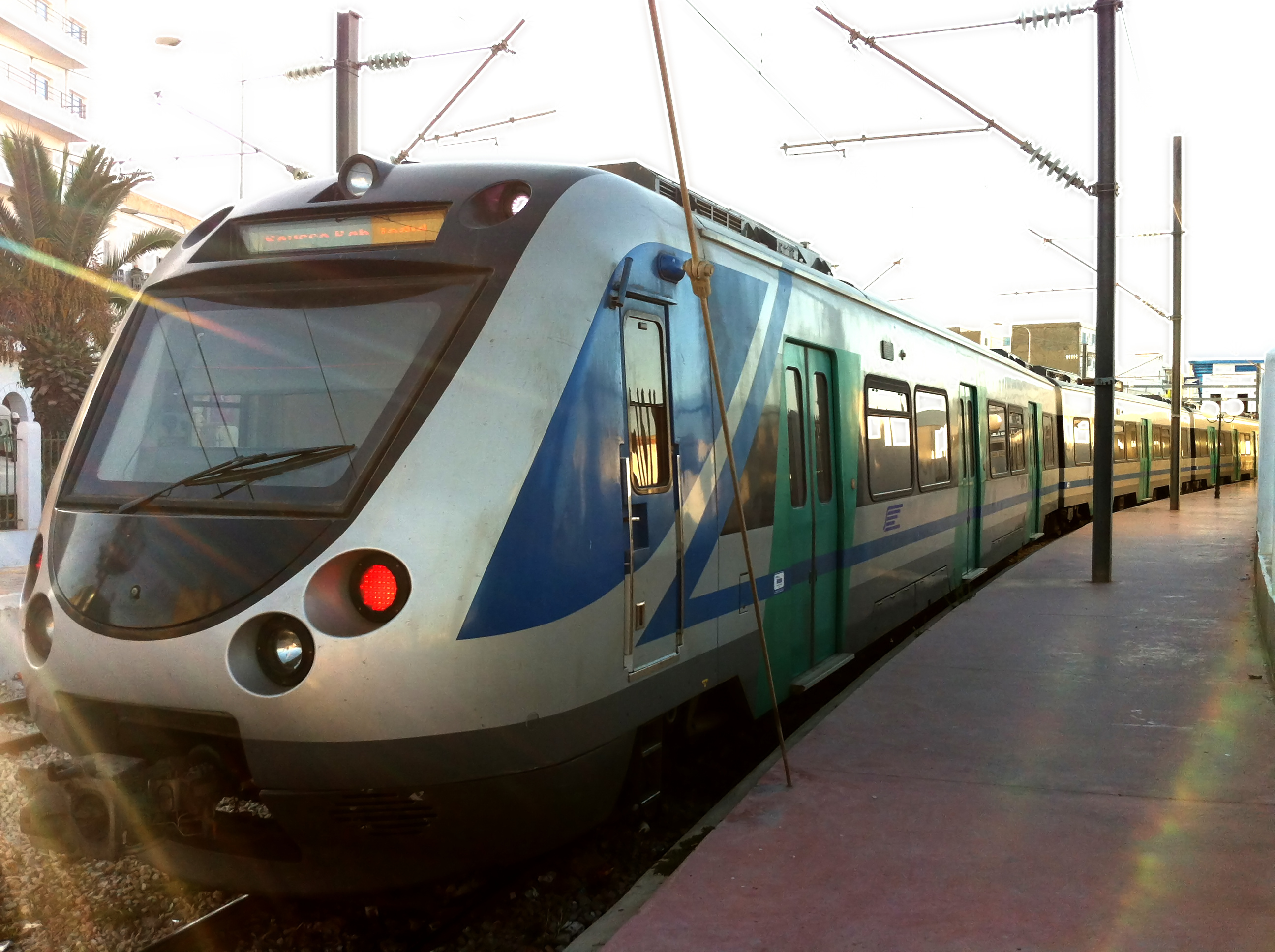
Convoglio del "Métro du Sahel" sulla linea Susa-Monastir-Mahdia

Nel 2004 venne aperta una nuova sezione di ferrovia tra Kalaa Seghira e M'Saaken per evitare l'attraversamento del centro di Susa che avveniva in modo promiscuo su strada e a bassa velocità. Varie tratte della Tunisi-Sfax vennero raddoppiate.
Nel 2008 iniziarono i lavori di costruzione di una ferrovia di 150 km a scartamento normale tra Gabès e Ras Ajdir sul confine libico. Il collegamento faceva parte del progetto di ferrovia lungo la costa libica fino all'Egitto con termine proprio a Ras Ajdir elaborato prima della rivoluzione che depose il regime di Gheddafi.
Le linee ferroviarie principali sono state modernizzate dal 2011. La linea a scartamento normale verso il confine con Algeria è stata ammodernata con un nuovo sistema di segnalamento. Le principali linee a carattere suburbano hanno subito un rinnovamento che ha innalzato il carico assiale ammissibile ed elevato la velocità ammessa da 40 km/h a 100 km/h. Ciò ha comportato rettifiche di tracciato e ricostruzione di ponti. Le traverse in acciaio sono state sostituite da traverse in cemento precompresso biblocco e le rotaie con altre di massa lineare più elevata. È stato rinnovato anche parte del materiale di trazione con locomotive Diesel più potenti e veloci.
Nel 2012 venne completata l'elettrificazione della Tunisi-Borj Cédria, di 27 km, sulla quale vennero immessi treni elettrici di costruzione Hyundai Rotem; l'inaugurazione avvenne il 6 aprile 2012. La linea è stata elettrificata a AC monofase a 25 kV, 50 Hz.
Il progetto di elettrificazione risaliva agli anni sessanta ma solo il 26 febbraio 1999 divenne ufficiale. Iniziati nel 2006 si conclusero nel 2010 Il 24 dicembre 2007 venne stipulato il contratto di acquisto di 20 treni costruiti in partnership da Hyundai Rotem e Somitomo Corporation. Il 7 febbraio 2008 venne stipulato il contratto per l'infrastruttura che venne realizzata da un consorzio franco-italiano (Alstom / Ansaldo).

## Tranvie

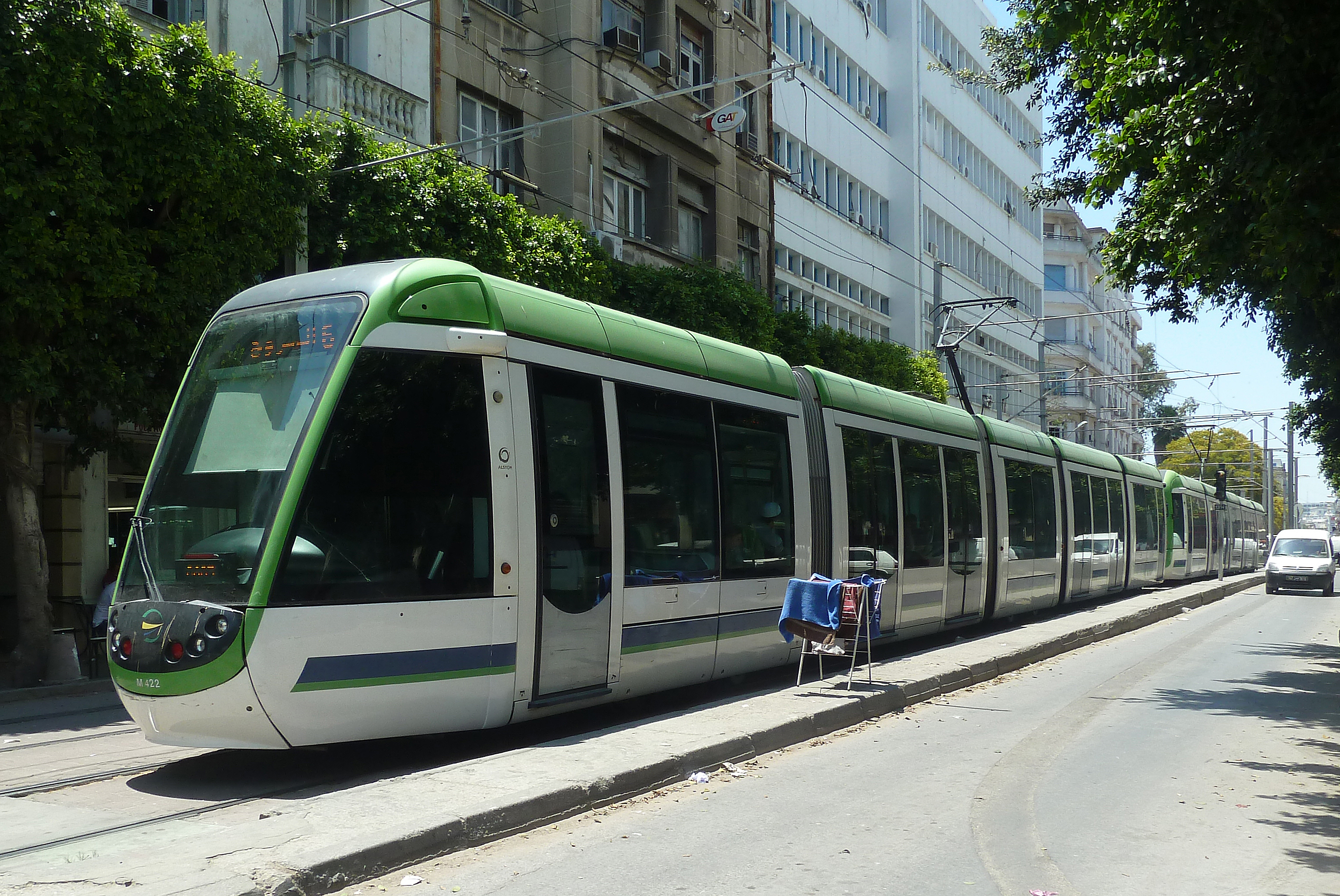
Metroleggera di Tunisi, tram Citadis

Nel 1885 un'azienda belga ottenne la prima concessione per una tranvia a cavalli a Tunisi e nello stesso anno aprì la prima linea. Nel 1886 una società francese ottenne un'altra licenza per Tunisi sulla tratta Bab Saadoun, Casbah, Belvedere. Le due reti di Tunisi furono unite nel 1890. Nel 1903 la gestione delle tranvie di Tunisi fu assunta dalla Compagnie Génerale Française Tram (CGFT) che fondò una propria società operativa Compagnie des Tramways de Tunis (CTT) ed elettrificò la rete. Nel 1905 prese anche la gestione della TGM (la ferrovia per La Golette e La Marsa) che fu elettrificata. Il tram di Tunisi venne dismesso nel 1944 e sostituito da filobus.
Nel 1958 i due sistemi di trasporto furono nazionalizzati e immessi nel "Résau Electricité et trasport" (RET). 
Nel 1963 venne fondata la Société nationale des transports (SNT) per la gestione del trasporto su strada; nel 1964 venne specializzata nel trasporto di passeggeri dell'area di Tunisi.
Nel 1981 prese avvio l'idea di realizzare una Metropolitana leggera a Tunisi. La prima linea a scartamento di 1435 mm fu operativa nel 1985 tra Tunisi e Ben Arous
Nel 2003 la Société nationale des transports (SNT) e la Société du métro léger de Tunis (SMLT) vennero fusi nella Société des transports de Tunis detta anche Transtu.
La linea storica TGM sarà sostituita da una nuova linea "metroleggera" il cui completamento è previsto per il 2021